# Fatoş Seğmen
Fatoş Seğmen (* 31. Mai 1982 in Izmir) ist eine türkische Schauspielerin und Model.

## Biografie
Fatoş Seğmen wurde am 31. Mai 1982 in Izmir geboren. Sie studierte an der Ege Üniversitesi. 2000 nahm sie an dem Wettbewerb Best Model of the World teil und bekam den ersten Platz. 2004 bekam sie bei Miss Turkey den zweiten Platz. Ihr Debüt gab sie 2004 in der Fernsehserie 24 Saat. Anschließend trat sie 2005 in Ölümüne Sevdalar auf. Unter anderem wurde sie 2006 für die Serie Ah Polis Olsam gecastet. 2007 spielte Seğmen in Gemilerde Talim Var mit. Außerdem war sie 2013 in dem Film Kağıt zu sehen. 2017 setzte Seğmen ihre Karriere in Vezir Parmağı fort.

## Filmografie
Filme
- 2013: Kağıt
- 2017: Vezir Parmağı

Serien
- 2004: 24 Saat
- 2005: Ölümüne Sevdalar
- 2006: Ah Polis Olsam
- 2006: Kuş Dili
- 2007: Gemilerde Talim Var
- 2008: Komedi Türk
- 2008: Yalancı Romantik
- 2013: Evlilik Okulu